# Svetlana Svetlitjnaja
Svetlana Afanasjevna Svetlitjnaja (russisk: Светлана Афанасьевна Светличная;  født 15. maj 1940, død 16. november 2024) var en sovjetisk og russisk skuespillerinde, der er mest berømt for sin rolle i filmen Diamantarmen fra 1968.

## Biografi
Hun blev født den 15. maj 1940 i byen Leninakan (i dag Gjumri) i Armenske SSR i Sovjetunionen som datter af den udstationerede militærmand Afanasy Mikhailovitj Svetlitjnyi og Maria Feodorovna Zolotareva. Under Anden Verdenskrig boede familien i byen Kolomak i Kharkiv oblast, og flyttede derefter til byen Okhtyrka i Sumy oblast. Hendes far var i militæret, og familien fulgte faderen til hans tjenestesteder i Ukraine, Østrig, og fra omkring 1950 i Sovetsk i Kaliningrad Oblast. Da Svetlana dimitterede fra gymnasiet, sendte hendes mor hende til Moskva, hvor hun begyndte på skuespillerskolen ved Gerasimov Filminstitut (VGIK).
På VGIK studerede hun under Mikhail Romm ved hans kombinerede instruktør- og skuespilkursus. Under dette kursus studerede hun Valery Spout, Zhanna Prokhorenko, Galina Polskikh, Andrej Kontjalovskij og Andrei Smirnov. Hun fik debut som filmskuespiller i 1959 i Mikhail Kaliks afgangsfilm fra VGIK Kolybelnaja (da.: Vuggevise).
Hendes store gennembrud kom i rollen som Anna Sergejevna i Leonid Gajdajs filmkomedie Diamantarmen (1968), hvor hendes replik Det er ikke min skyld!, Han kom af sig selv! blev et standardudtryk i Sovjetunionen.
Hun var gift med skuespilleren Vladimir Ivasjov indtil dennes død i 1995.

## Udvalgte film
- Tridtsat tri (da. Treogtredive, 1965)
- Strjapukha, (da.: Kokken, 1965)
- Tjistyje Prudy (1965)
- Geroj nasjego vremeni, (da.: Vor tids helt, 1966)
- Diamantarmen (1968)
- Novyje prikljutjenija Neulovimykh (da.: De undvegnes nye eventyr, 1968)
- Nepodsuden (da.: Ikke sagsøgt, 1969)
- Semnadtsat mgnovenij vesny (da.: Sytten øjeblikke af forår, tv-serie 1973)
- Ty - mne, ja - tebe (da.: Du for mig, jeg for dig, 1977)
- Otets Sergij (da.: Fader Sergij, 1978)
- Mesto vstretji izmenit nelzja (da.: Mødestedet kan ikke ændres, tv-serie 1979)
- Anna Pavlova (1983)
- Boginja: kak ja poljubila (da.: Gudinden: Hvordan jeg blev forelsket, 2004)